# Pseudanthias tuka
Pseudanthias tuka es una especie de peces de la familia Serranidae en el orden de los Perciformes.

## Morfología
• Los machos pueden llegar alcanzar los 12 cm de longitud total.

## Alimentación
Come zooplancton y huevos de peces.

## Hábitat
Es un pez  de mar de clima tropical y asociado a los  arrecifes de coral.

## Distribución geográfica
Se encuentra desde Mauricio hasta las Filipinas, Bali (Indonesia), las Islas Salomón, la Gran Barrera de Coral, (Palau (Micronesia )  y el sur del Japón.